# 羅特米希巴赫河

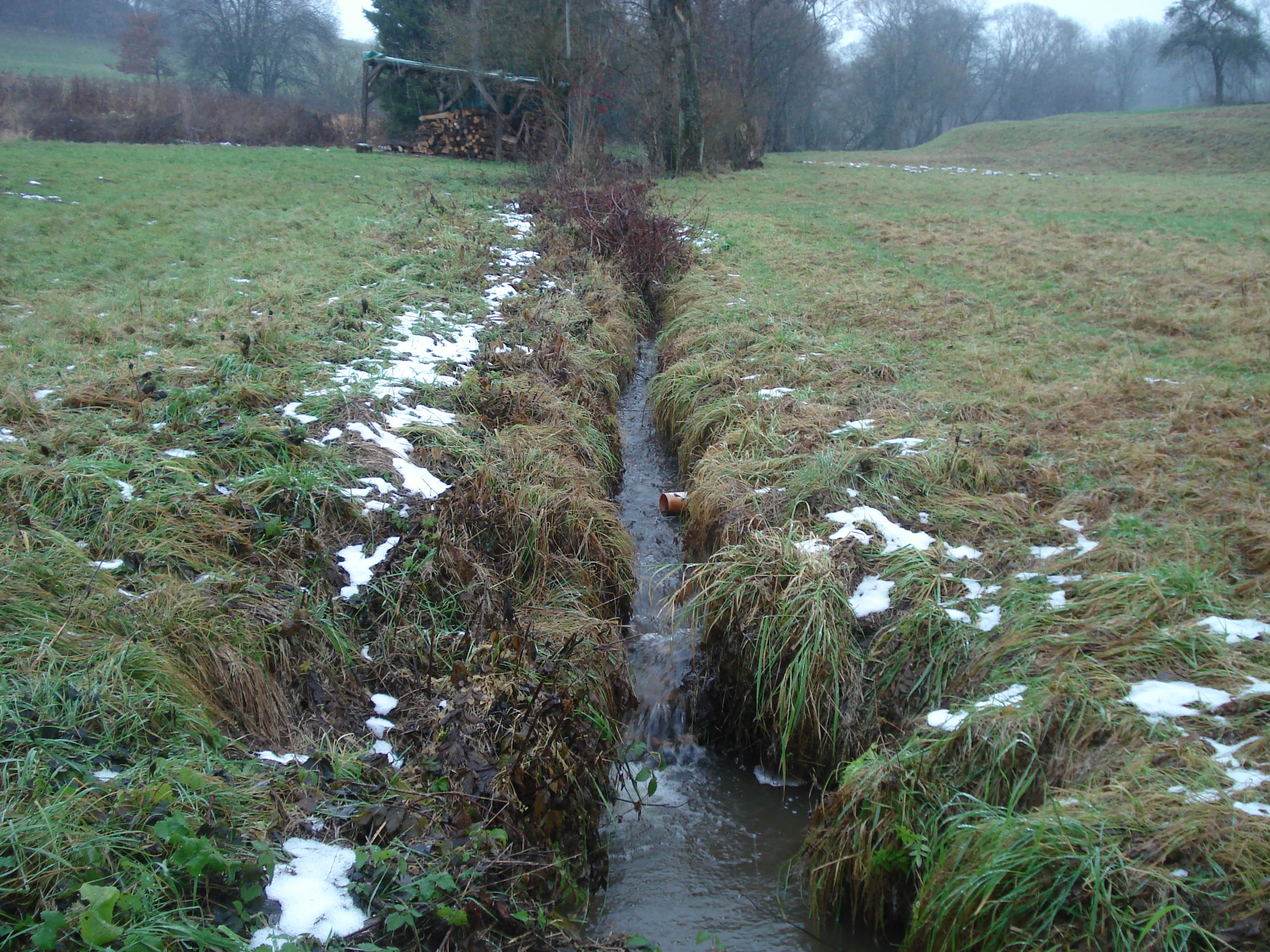

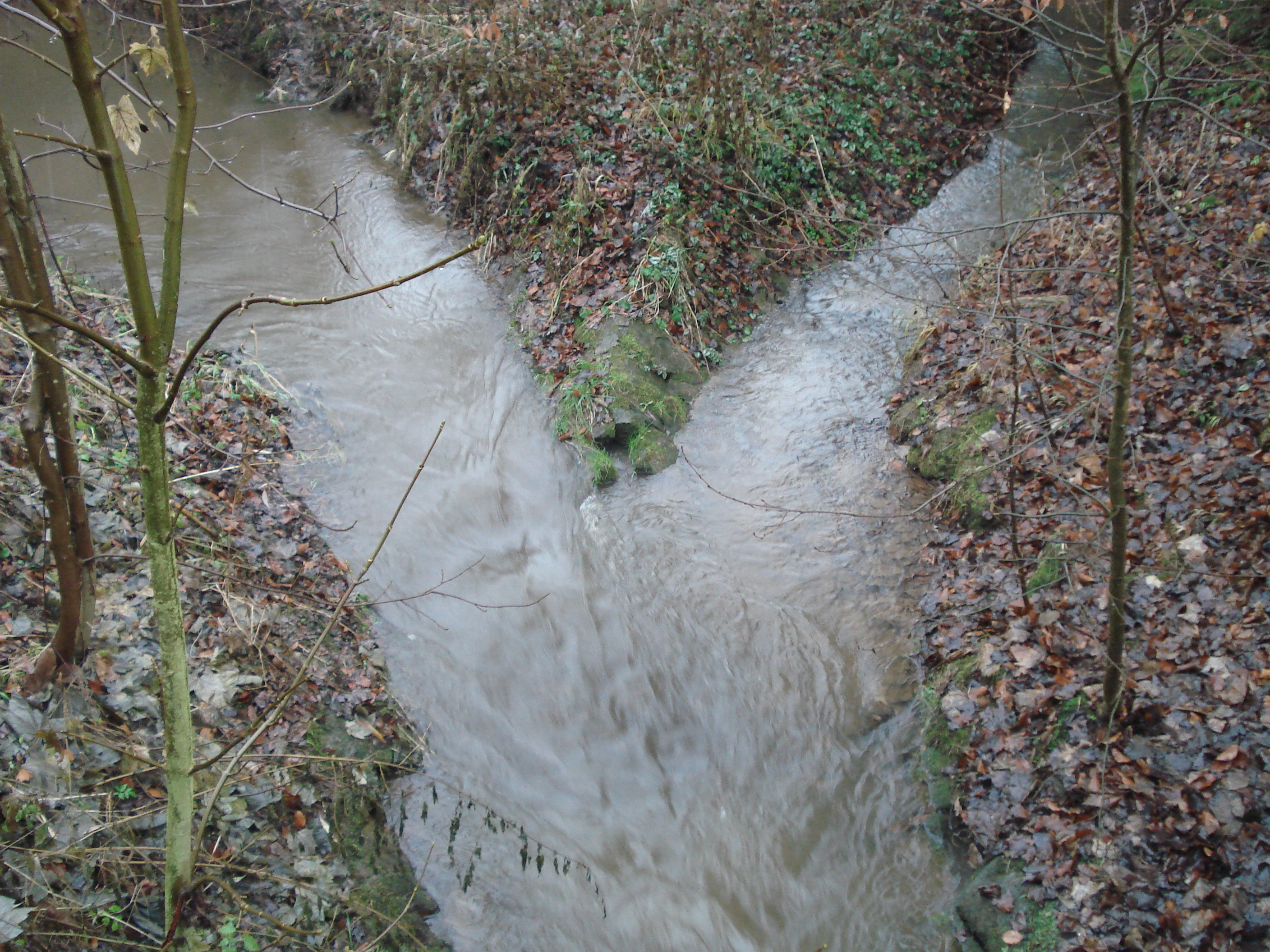

50°6′4.42″N 9°14′45.18″E / 50.1012278°N 9.2458833°E
羅特米希巴赫河（德語：Rotermichbach），是德國的河流，位於該國東南部，由巴伐利亞負責管轄，屬於韋斯特巴赫河的左支流，河道全長2公里，流域面積1.4平方公里。